# Platycerus caucasicus
Platycerus caucasicus es una especie de coleóptero de la familia Lucanidae.

## Distribución geográfica
Habita en Turquía.